# جامع بالكيان القديم (أربيل)
جامع بالكيان القديم وهو من مساجد أربيل التراثية القديمة، التي تقع في شمال العراق بمنطقة كردستان، ولقد أسسهُ وبناهُ (محمد باشا بن مصطفى بك) أمير (قضاء سوران) قبل حوالي مائتي عام، ويقع الجامع في ناحية ديانا التابعة إلى قضاء سوران في محافظة أربيل، وفي قرية بالكيان ويطل على نهر وبالقرب من الجامع آثار جسر قديم بني من الحجر والصخر مما يدل على قدم المكان، ولقد بني الجامع من الصخر وبني السقف بخشب القوق، ثم تم ترميم الجامع وأزيل السقف وبني من الكونكريت والطابوق وما زال الجامع محافظاً على هيئتهِ وطبيعتهِ التراثية، وجدرانه القديمة الباقية لحد الآن.
وتقام فيهِ حالياً الصلوات الخمس وصلاة الجمعة.